# کبوتر شاهی خالدار
کبوتر شاهی خالدار (نام علمی: Ducula carola)، همچنین به عنوان کبوتر شاهی گردن‌خاکستری نیز شناخته می‌شود، یک گونه از پرندگان خانواده کبوتران و بومی فیلیپین است. در جنگل‌ها و لبه‌های جنگل زندگی می‌کند، اما احتمالاً برای تغذیه به سواحل سنگ آهکی می‌رود. گونه‌ای آسیب‌پذیر است که به دلیل نابودی زیستگاه و شکار تهدید می‌شود.

### زیرگونه‌ها
سه زیرگونه شناخته شده‌است:
- D. c. carola در لوزون، میندورو و سیبویان. سینه خاکستری و بال‌های خاکستری تیره
- D. c. nigrorum در نگروس و سیکیخور; سینه سیاه و بال‌های قهوه‌ای شاه‌بلوطی روشن؛ احتمالاً منقرض‌شده‌است.
- D. c. mindanensis در میندانائو. سینه سیاه و بال‌های شاه‌بلوطی مایل به قرمز[۲]

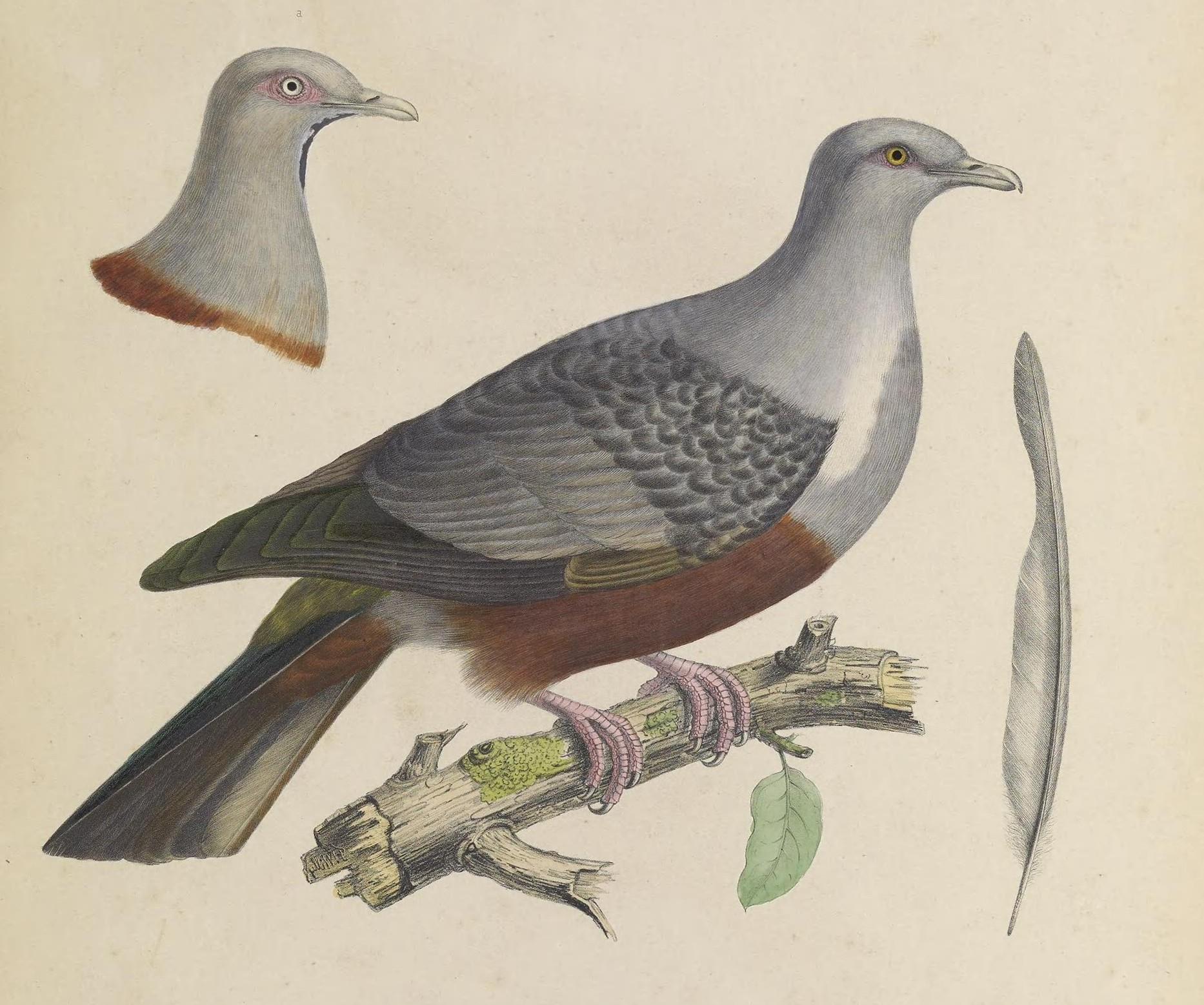
نگاره یک کبوتر شاهنشاه خالدار (زیرگونه carola)